# Доња Тијарица
Доња Тијарица је бивше насељено место у саставу града Триља, Сплитско-далматинска жупанија, Република Хрватска.

## Историја
До територијалне реорганизације у Хрватској налазила се у саставу старе општине Сињ. На попису становништва 2001. године, насеље је укинуто и сједињено са бившим насељима Врандолац и Горња Тијарица у јединствено насељено место Тијарица.

## Становништво
| Број становника по пописима | Број становника по пописима | Број становника по пописима | Број становника по пописима | Број становника по пописима | Број становника по пописима | Број становника по пописима | Број становника по пописима | Број становника по пописима | Број становника по пописима | Број становника по пописима | Број становника по пописима | Број становника по пописима | Број становника по пописима |
| --------------------------- | --------------------------- | --------------------------- | --------------------------- | --------------------------- | --------------------------- | --------------------------- | --------------------------- | --------------------------- | --------------------------- | --------------------------- | --------------------------- | --------------------------- | --------------------------- |
| 1857                        | 1869                        | 1880                        | 1890                        | 1900                        | 1910                        | 1921                        | 1931                        | 1948                        | 1953                        | 1961                        | 1971                        | 1981                        | 1991                        |
| 0                           | 0                           | 141                         | 517                         | 551                         | 582                         | 841                         | 0                           | 608                         | 628                         | 571                         | 523                         | 452                         | 342                         |

Напомена: Насеља под именом Доња Тијарица и Горња Тијарица исказана су у 1890., 1900., 1921. и од 1948. надаље. У 1857., 1869., 1880. и 1931. исказано је под именом Тијарица. За то бивше насеље подаци су исказани у насељу Горња Тијарица. У 1921. садржи податке за насеље Врандолац, као и део података од 1880. до 1900. У 2001. спојено је у ново насеље Тијарица.

### Попис1991.
На попису становништва 1991. године, насељено место Доња Тијарица је имало 342 становника, следећег националног састава:
| Попис 1991.‍  | Попис 1991.‍  | Попис 1991.‍ | Попис 1991.‍ | Попис 1991.‍ |
| ------------ | ------------ | ----------- | ----------- | ----------- |
|              |              |             |             |             |
| Хрвати       | Хрвати       |             | 341         | 99,70%      |
| неопредељени | неопредељени |             | 1           | 0,29%       |
| укупно: 342  |              |             |             |             |